# سبينوزية

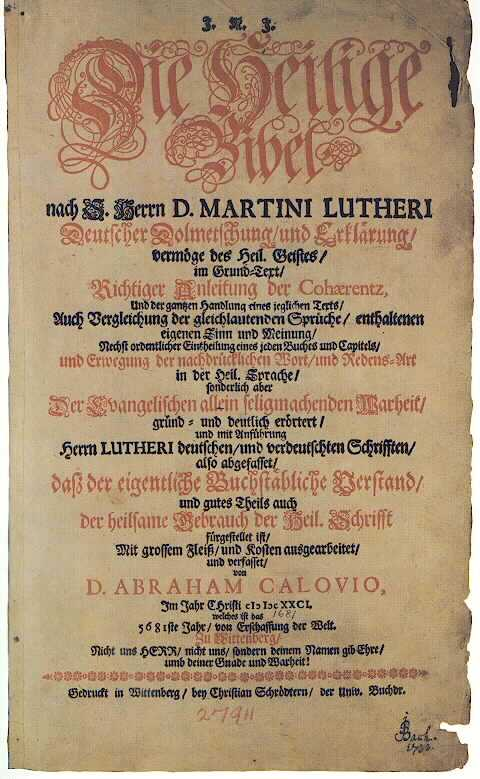

السبينوزية (بالإنجليزية: Spinozism) هي مذهب فلسفي واحدي يُنسب إلى فلسفة باروخ سبينوزا، إذ يُعرِّف الله بأنه جوهر فرد قائم بذاته، ذو طبيعة مادية وفكرية تميزه. كتب سبينوزا في رسالة إلى هنري أولدنبرغ: فيما يتعلق برأي بعض الناس بأنني أُعرف الله مع الطبيعة (المعروفة بوصفها نوع من الكتلة أو المادة المتجسدة)، فإنهم مخطئون تمامًا. وبالنسبة لسبينوزا فإن كوننا (الكوسموس) ذو طبيعة خاضعة لمظهرين أو صفتين هما الفكر والامتداد. ويمتلك الله العديد من الصفات اللانهائية الأخرى التي لا نعرفها في عالمنا الحالي. ووفقًا للفيلسوف الألماني كارل ياسبرز، فإن سبينوزا عندما كتب (الله أو الطبيعة) فإنه كان يعني الطبيعة الطابعة وليس الطبيعة المتطبعة، لتكون طبيعة ديناميكية في عملها وتطورها وتغيرها، وليس شيئًا سلبي ثابت.

## المذهب الأساسي
تتكون ميتافيزيقا سبينوزا من شيء واحد، هو الجوهر، بالإضافة لصفاته أو حالاته. ويُحاجج سبينوزا في وقت مبكر في كتابه (الأخلاق)، أنه يوجد جوهر واحد فقط، والذي يعتبر لا نهائي بشكل مطلق، وقائم بذاته دون أسباب، وأبدي. وينتج هذا الجوهر عدد لانهائي من الصفات (العقل يدرك التصور المجرد أو الماهية) والحالات (الأشياء التابعة الصفات والحالات). يُسمي هذا الجوهر باسم (الله أو الطبيعة). يستخدم سبينوزا هذين المصطلحين في الحقيقة، كمرادفين لبعضهم (التعبير الذي يستخدمه باللغة اللاتينية هو Deus sive Natura)، ولكن غالبًا ما يتجاهل القراء هذا المذهب الواحدي المحايد لديه. كان يُنظر إلى هذا التقرير على أنه مكافئ حرفيًا للقول بحلول العالم في الإله –ولهذا السبب كان يعتبر سبينوزا ملحدًا في زمنه. ويؤكد سبينوزا على أن الكون الطبيعي كله مصنوعًا من جوهر واحد –الله أو الطبيعة- بالإضافة إلى تحولاته أو حالاته.
وليس من المغالاة أن نؤكد على أن بقية فلسفة سبينوزا، من فلسفة الذهن، الإبستمولوجيا، علم النفس، الفلسفة الأخلاقية، الفلسفة السياسية، وفلسفة الدين – كل ذلك ينبع بشكل أو بآخر مباشرة من الأسس الميتافيزيقة الموجودة في الجزء الأول من كتاب الأخلاق. وينبغي على المرء أن يتذكر مع ذلك، الموقف الأحادي المحايد. فبينما كانت تعتبر تجربة أو خبرة البشر في الكون الطبيعي الواقعة في عالم الذهن والواقع المادي، بمثابة جزءًا من الله، فإنه يوجد صفتين أو حالتين فقط -هما الفكر والامتداد (الجسد)- يمثلن جزءًا من الصفات أو الحالات اللانهائية المنبثقة من الله. وكان يُعتبر مذهب سبينوزا من المذاهب المتطرفة في زمن نشره، وكان يُنظر إليه على نطاق واسع بأنه أشهر ملحد مهرطق في أوروبا. وكانت فلسفته جزءًا من الجدل الفلسفي في أوروبا خلال عصر التنوير، إلى جانب الفلسفة الديكارتية. فقد اختلف سبينوزا مع ديكارت على وجه التحديد بشأن ثنائية الجوهر، وكذلك رؤية ديكارت للإرادة والعقل، وموضوع الإرادة الحرة.
ينبع مفهوم العلاقة الشخصية للفرد مع الإله كما تتصورها السبينوزية، من الموقف الذي يعتبر الفرد بمثابة جزءًا من كائن حي لا نهائي مترابط. ويحاجج سبينوزا بأن كل شيء مشتق من الله، مترابط مع كل الوجود. وعلى الرغم من أن البشر لا يختبرون سوى مظهري الفكر والامتداد، فإن ما يحدث لجانب من الوجود سوف يؤثر على الجوانب الأخرى. وهكذا تقدم السبينوزية تعاليم في الحتمية والإيكولوجيا، وتستخدمها كأساس للأخلاق. وبالإضافة إلى ذلك فإن جوهر مذهب السبينوزية يعتبر الكون حتمي بشكل أساسي. فكل ما يحدث أو سوف يحدث لا يمكن أن يتكشف بأي طريقة أخرى. ويزعم سبينوزا أن النوع الثالث من المعرفة، أي الحدس، هو أرقى أنواع المعارف. ويعرف الحدس بشكل أكثر تحديدًا، بأنه قدرة العقل البشري على استبصار المعرفة بناءً على فهمه المتراكم للعالم.

### الجوهر
يعرف سبينوزا الجوهر كالتالي: الجوهر كما أفهمه هو ما كان موجودًا ومتصورًا من خلال ذاته، أعني ما كان مفهومه لا يفتقر إلى أي مفهوم آخر ينبغي أن يتشكل من خلاله. وهذا يعني بشكل أساسي أن الجوهر هو مجرد شيء يمكن التفكير فيه بدون ربطه بأي فكرة أو شيء آخر. فإذا فكر المرء على سبيل المثال في موضوع معين، فإنه يفكر فيه بوصفه ينتمي لنوعًا من الأشياء، مثلما نقول س قطة. بينما الجوهر على الجانب الآخر لا يُدرك إلا من خلال نفسه، بدون فهمه أو رده لنوع معين من الأشياء، لأنه ليس شيئًا معينًا.

### الجدل حول مذهب وحدة الوجود
نشر فريدريك هينريك جاكوبي عام 1785، إدانه لمذهب وحدة الوجود السبينوزية، بعدما كان يفكر جوتهولد افرايم ليسنج في الاعتراف وهو على فراش الموت بأنه سبينوزي، وهو ما يعني في ذلك الوقت أن تكون مُهرطق أو زنديق. زعم جاكوبي أن مذهب سبينوزا كان بمثابة مذهب مادي خالص، لأنه يقول أن كل الطبيعة والله ليسوا شيئًا آخر سوى أنهما جوهر ممتد (مادي). وكان ذلك بالنسبة لجاكوبي نتيجة عقلانية عصر التنوير والتي ستنتهي في خاتمة المطاف بالإلحاد المطلق. اختلف موسى ميندلسون مع جاكوبي، قائلًا أنه لا يوجد اختلاف فعلي بين مذهب التوحيد وبين مذهب وحدة الوجود. وأصبح الموضوع برمته شاغلًا فكريًا ودينيًا كبيرًا في الحضارة الأوروبية في ذلك الوقت، وهو الأمر الذي رفضه إيمانويل كانط، لأنه يرى أن محاولات التفكير في الواقع المتعالي أو تصوره، سوف يؤدي إلى تناقضات الفكر (أي التقارير التي يمكن إثبات كلا من صحتها وخطأها).
كانت جاذبية فلسفة سبينوزا في أوروبا خلال أواخر القرن الثامن عشر، تتمثل في أنه أوجد البديل عن المذاهب المادية والإلحادية والربوبية. هناك ثلاثة أفكار لدى سبينوزا خاطبتهم بقوة:

### وحدة كل الموجودات
قدم سبينوزا مفهوم (الله أو الطبيعة) بوصفه إله حي طبيعي، في مقابل تصور العلة الأولي الميكانيكية لدى نيوتن، أو النزعة الميكانيكية الميتة للإنسان الآلة كما في التصور الفرنسي. لقد رأى كل من كولريدج وشيلي، فلسفة سبينوزا بوصفها دينًا للطبيعة، وقالوا عليه أنه (رجل ثمل بالإله). فألهم سبينوزا الشاعر شيلي في كتابة مقاله عن (ضرورة الإلحاد).
كان يعتبر سبينوزا ملحدًا لأنه استخدم كلمة الله للدلالة على مفهوم مختلف عن التصور التوحيدي في التراث اليهودي المسيحي. فينكر سبينوزا بوضوح شخصانية ووعي الإله؛ فليس له ذكاء أو شعور أو حتى إرادة؛ إنه لا يعمل وفقًا لغاية أو هدف ما، ولكن كل شيء يتبع طبيعته بالضرورة وفقًا لقانون. وهكذا فإن إله سبينوزا اللامبالي الفاتر، يختلف عن تصور الرب الأبوي المجسد الذي يهتم بشؤون البشرية.

## تفسيرات حديثة
كان يعتقد الفيلسوف الألماني كارل ياسبرز، أن سبينوزا في مذهبه الفلسفي لم يكن يعني القول بأن الله والطبيعة هما مصطلحات قابلة للتبادل، لكنه عوضًا عن ذلك يعني أن تعالي الإله مشهودًا عليه بواسطة صفاته أو حالاته العديدة اللانهائية، وأن هناك صفتين معروفتين من قبل البشر هما الفكر والامتداد، يشيران إلى حضور أو محايثة الإله. وحتى الله وفقًا لصفات الفكر والامتداد لا يمكن تحديده بدقة مع عالمنا. هذا العالم قابل للتقسيم بطبيعة الحال؛ فهو يتكون من أجزاء. لكن يُصر سبينوزا على أنه لا يوجد صفة لجوهر يمكن تخيله حقًا على أنه يتبع جوهرًا يمكن تقسيمه (ما يعني أنه لا يمكن للمرء تصور صفة بالطريقة التي تؤدي إلى تقسيم الجوهر)، وأن هذا الجوهر الذي يعتبر لا نهائي بشكل مطلق غير قابل للتقسيم (كتاب الأخلاق، الجزء الأول، القضايا 12، 13). ووفقًا لهذا المنطق فإن عالمنا ينبغي أن يكون حالة خاضعة لمظهرين أو صفتين هما الفكر والامتداد. لذلك فإن صيغة صاحب مذهب وحدة الوجود (الواحد والجميع)، تنطبق على سبينوزا فقط إذا كان هذا (الواحد) يحتفظ بتعاليه، ولم يُفسر (الجميع كمجمل للأشياء المحدودة.
اقترح الفيلسوف الفرنسي مارتيال جيرولت، مصطلح الحلولية panentheism عوضًا عن مصطلح وحدة الوجود pantheism، لكي يصف رؤية سبينوزا للعلاقة بين الله والعالم. العالم ليس هو الله، لكنه بمعنى أدق العالم يكون موجود (في) الله. فليس الله فقط هو علة الأشياء المحدودة؛ فلا يمكن تصورهم بدون الله. وبكلمات أخرى، فإن العالم هو عبارة عن فئة فرعية من الله. اقترح الفيلسوف الأمريكي من ناحية أخرى، مصطلح (وحدة الوجود الكلاسيكية) لوصف فلسفة سبينوزا. وهناك أيضًا الواقعية التأملية، بوصفها حركة في الفلسفة ما بعد القارية، والتي تعتبر مشبعة بكثافة بالميتافيزيقا السبينوزية.

## مقارنة مع الفلسفات الشرقية
ناقشت العديد من الهيئات تلك التشابهات بين فلسفة سبينوزا وبين التراث الفلسفي الشرقي. وكان الألماني السنسكريتي تيودور جولدستكر من أوائل الشخصيات الذين لاحظوا في القرن التاسع عشر، تلك التشابهات بين تصورات سبينوزا الدينية وبين تراث فيدانتا الهندي؛ فكتب عن فكر سبينوزا بأنه كان مذهبًا في الفلسفة الغربية احتل المرتبة الأولى بين فلسفات كل الأمم والعصور، والتي كانت تمثيلًا دقيقًا لأفكار فيدانتا.